# Powiat de Pruszków
Pour les articles homonymes, voir Pruszków (homonymie).
Le powiat de Pruszków (polonais : powiat pruszkowski) est un powiat (district) de la voïvodie de Mazovie, dans le centre-est de la Pologne.
Elle est née le 1er janvier 1999, à la suite des réformes polonaises de gouvernement local passées en 1998. 
Le siège administratif du powiat est la ville de Pruszków et qui se trouve à 15 kilomètres à l'ouest de Varsovie, capitale de la Pologne. Il y a deux autres villes dans le powiat : Piastów, située à 4 kilomètres au nord-est de Pruszków et Brwinów à 7 kilomètres au sud-ouest de Pruszków. 
Le district couvre une superficie de 246,31 kilomètres carrés. En 2006, sa population totale est de 145 870 habitants, avec une population pour la ville de Pruszków de 55 387 habitants, pour la ville de Piastów de 23 273 habitants, pour la ville de Brwinów de 11 968 habitants et une population rurale de 55  242 habitants.

## Powiaty voisines
La Powiat de Pruszków est bordée des powiaty de: 
- Varsovie-ouest au nord
- Piaseczno au sud-est
- Grodzisk Mazowiecki à l'ouest

et de la ville de :
- Varsovie à l'est

## Division administrative
Le powiat comprend 6 communes :

Carte du powiat

- 2 communes urbaines : Piastów et Pruszków
- 1 commune urbaine-rurale : Brwinów
- 3 communes rurales : Michałowice, Nadarzyn et Raszyn

| Gmina             | Type         | Superficie (km²) | Population (2006) | Siège       |
| Pruszków          | urbain       | 19.2             | 55,387            |             |
| Piastów           | urbain       | 5.8              | 23,273            |             |
| Gmina Brwinów     | urbain-rural | 69.2             | 21,531            | Brwinów     |
| Gmina Raszyn      | rural        | 43.9             | 19,788            | Raszyn      |
| Gmina Michałowice | rural        | 34.9             | 15,529            | Michałowice |
| Gmina Nadarzyn    | rural        | 73.4             | 10,362            | Nadarzyn    |

## Démographie
Données du 30 juin 2005:
| Description | Total   | Total | Femmes | Femmes | Hommes | Hommes |
| ----------- | ------- | ----- | ------ | ------ | ------ | ------ |
| Unité       | Nombre  | %     | Nombre | %      | Nombre | %      |
| Population  | 144 418 | 100   | 76 023 | 52,64  | 68 395 | 47,36  |
| Urbain      | 90 189  | 62,45 | 47 931 | 33,19  | 42 258 | 29,26  |
| Rural       | 54 229  | 37,55 | 28 092 | 19,45  | 26 137 | 18,10  |

## Histoire
De 1975 à 1998, les différents gminy du powiat actuelle appartenaient administrativement à la Voïvodie de Varsovie.